# Carlisle (Iowa)
Carlisle é uma cidade localizada no estado americano de Iowa, no Condado de Polk e Condado de Warren.

## Demografia
Segundo o censo americano de 2000, a sua população era de 3497 habitantes.
Em 2006, foi estimada uma população de 3601, um aumento de 104 (3.0%).

## Geografia
De acordo com o United States Census Bureau tem uma área de
11,2 km², dos quais 11,2 km² cobertos por terra e 0,0 km² cobertos por água.

## Localidades na vizinhança
O diagrama seguinte representa as localidades num raio de 16 km ao redor de Carlisle.